# My Arms, Your Hearse
My Arms, Your Hearse – trzeci studyjny album szwedzkiej grupy metalowej Opeth, wydany w 1998 roku (jednocześnie w Europie i Stanach Zjednoczonych - jako pierwszy w historii zespołu).
Album ten jest cięższy od poprzedniego, zawiera jednak również partie akustyczne, a cztery utwory pozbawione są growlingu (są to Prologue, Epilogue, Madrigal i Credence - dwa ostatnie to utwory akustyczne).

## Lista utworów
Opracowano na podstawie materiału źródłowego
| Nr | Tytuł utworu                      | Słowa            | Muzyka                           | Długość |
| -- | --------------------------------- | ---------------- | -------------------------------- | ------- |
| 1. | „Prologue” (utwór instrumentalny) |                  | Mikael Åkerfeldt                 | 0:59    |
| 2. | „April Ethereal”                  | Mikael Åkerfeldt | Mikael Åkerfeldt                 | 8:41    |
| 3. | „When”                            | Mikael Åkerfeldt | Mikael Åkerfeldt                 | 9:14    |
| 4. | „Madrigal” (utwór instrumentalny) |                  | Mikael Åkerfeldt                 | 1:25    |
| 5. | „The Amen Corner”                 | Mikael Åkerfeldt | Mikael Åkerfeldt                 | 8:43    |
| 6. | „Demon Of The Fall”               | Mikael Åkerfeldt | Mikael Åkerfeldt, Peter Lindgren | 6:13    |
| 7. | „Credence”                        | Mikael Åkerfeldt | Mikael Åkerfeldt                 | 5:26    |
| 8. | „Karma”                           | Mikael Åkerfeldt | Mikael Åkerfeldt                 | 7:52    |
| 9. | „Epilogue” (utwór instrumentalny) |                  | Mikael Åkerfeldt                 | 3:59    |
|    |                                   |                  |                                  | 52:32   |

## Twórcy
Opracowano na podstawie materiału źródłowego.
| Zespół Opeth w składzie - Mikael Åkerfeldt – wokal, gitara, gitara basowa - Peter Lindgren – gitara - Martin Lopez – perkusja |  | Inni - Fredrik Nordström – instrumenty klawiszowe, produkcja muzyczna, inżynieria dźwięku, miksowanie - Anders Fridén – produkcja muzyczna, inżynieria dźwięku - Göran Finnberg – mastering - Tom Martinsen – oprawa graficzna |